# Châteauroux Classic de l'Indre 2007
La Châteauroux Classic de l'Indre 2007, quarta edizione della corsa e valida come evento dell'UCI Europe Tour 2007 categoria 1.1, si svolse il 26 agosto 2007 su un percorso di 200,2 km. Fu vinta dall'australiano Chris Sutton che terminò la gara in 4h26'56", alla media di 45 km/h.
Al traguardo 127 ciclisti portarono a termine il percorso.

## Ordine d'arrivo (Top 10)
| Pos. | Corridore           | Squadra       | Tempo    |
| ---- | ------------------- | ------------- | -------- |
| 1    | Chris Sutton        | Cofidis       | 4.26'56" |
| 2    | Aurélien Clerc      | Bouygues Tél. | s.t.     |
| 3    | Stefan van Dijk     | Wiesenhof     | s.t.     |
| 4    | Romain Feillu       | Agritubel     | s.t.     |
| 5    | Sébastien Chavanel  | F. des Jeux   | s.t.     |
| 6    | Stéphane Bonsergent | Bretagne      | s.t.     |
| 7    | Lloyd Mondory       | AG2R Prév.    | s.t.     |
| 8    | André Schulze       | Wiesenhof     | s.t.     |
| 9    | Takashi Miyazawa    | Nippo Corp.   | s.t.     |
| 10   | José Joaquín Rojas  | C. d'Epargne  | s.t.     |